# Trójca (Podkarpatské vojvodství)
Vesnice Trójca v Podkarpatském vojvodství patří mezi zaniklá sídla v Polsku. Administrativně byla součástí obce (gminy) Ustrzyki Dolne. Kdysi typická obec, která ještě těsně před válkou měla podle statistik 723 obyvatel, vyznávajících řeckokatolickou víru, se po druhé světové válce začala vylidňovat. Řeckokatolický kostel Svaté trojice, vybudovaný v roce 1763, byl sice roku 1937 obnoven, ale v roce 1972 nakonc zbourán. V blízkosti obce byl navíc zřízen rekreační objekt Rady ministrů (vlády komunistického Polska). V současné době se dochovaly z obce pouze tři domy a kaplička. Budovy původně využíval vládní objekt, nyní jsou pod správou Caritas.

## Externí odkazy

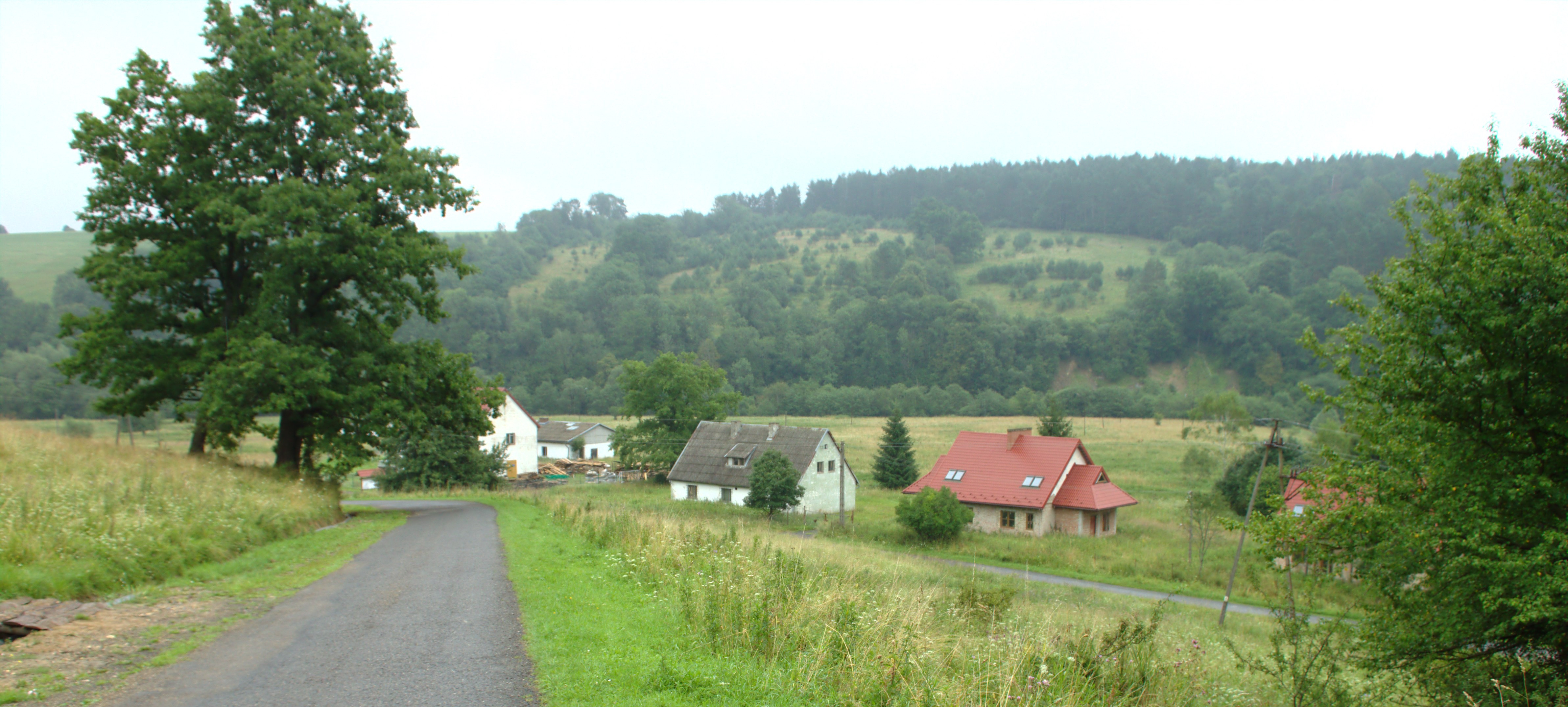
Pohled na některé z domů v bývalé vesnici

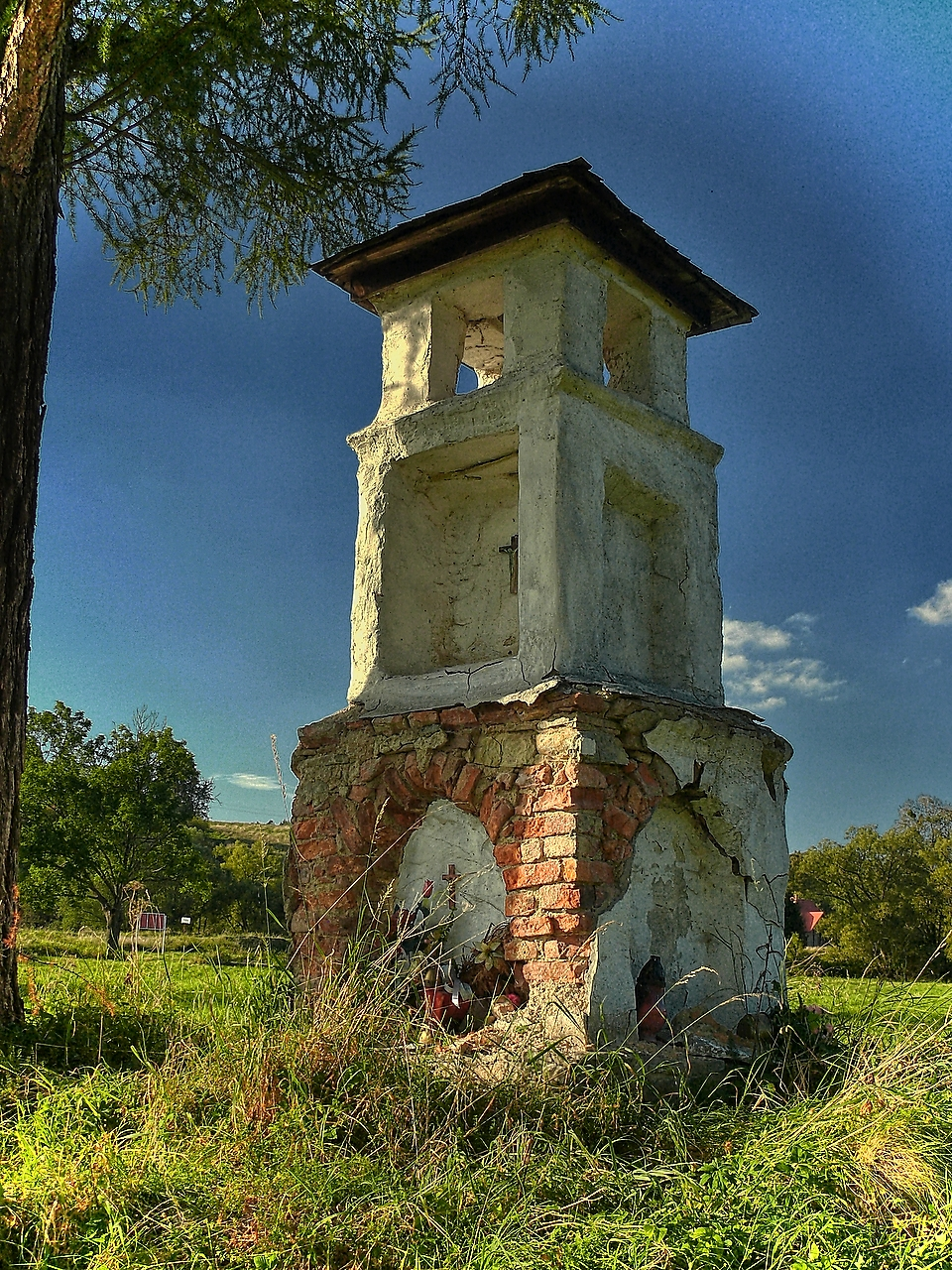